# Pittosporum
Pittosporum (del grec i 'llavor que es projecta') és un gènere de plantes amb flors dins la família de les pitosporàcies. L'origen d'aquest gènere està probablement a l'antic continent de Gondwana. Actualment es presenta a Australàsia, Oceania, est d'Àsia i algunes parts d'Àfrica. El gènere Citriobatus normalment s'hi inclou però podria ser un gènere diferenciat.
Les espècies del gènere adopten la forma d'arbres i arbusts amb alçades de 2 a 30 m d'alt. El fruit és en forma de càpsula amb nombroses llavors. Les llavors estan cobertes per una substància resinosa.
Diverses espècies del gènere Pittosporum es cultiven com planta ornamental: Pittosporum eugenioides i Pittosporum tenuifolium ambdós originaris de Nova Zelanda i Pittosporum tobira del sud del Japó. També se'n fan bonsais. Pittosporum resiniferum proporciona un oli vegetal per a biodièsel.
La cotxinilla Icerya purchasi és una plaga comuna sobre aquesta planta i el fong Nectriella pironii sovint infecta el P. tobira.

## Algunes espècies
- Pittosporum aliferum
- Pittosporum angustifolium
- Pittosporum anomalum Laing & Gourlay

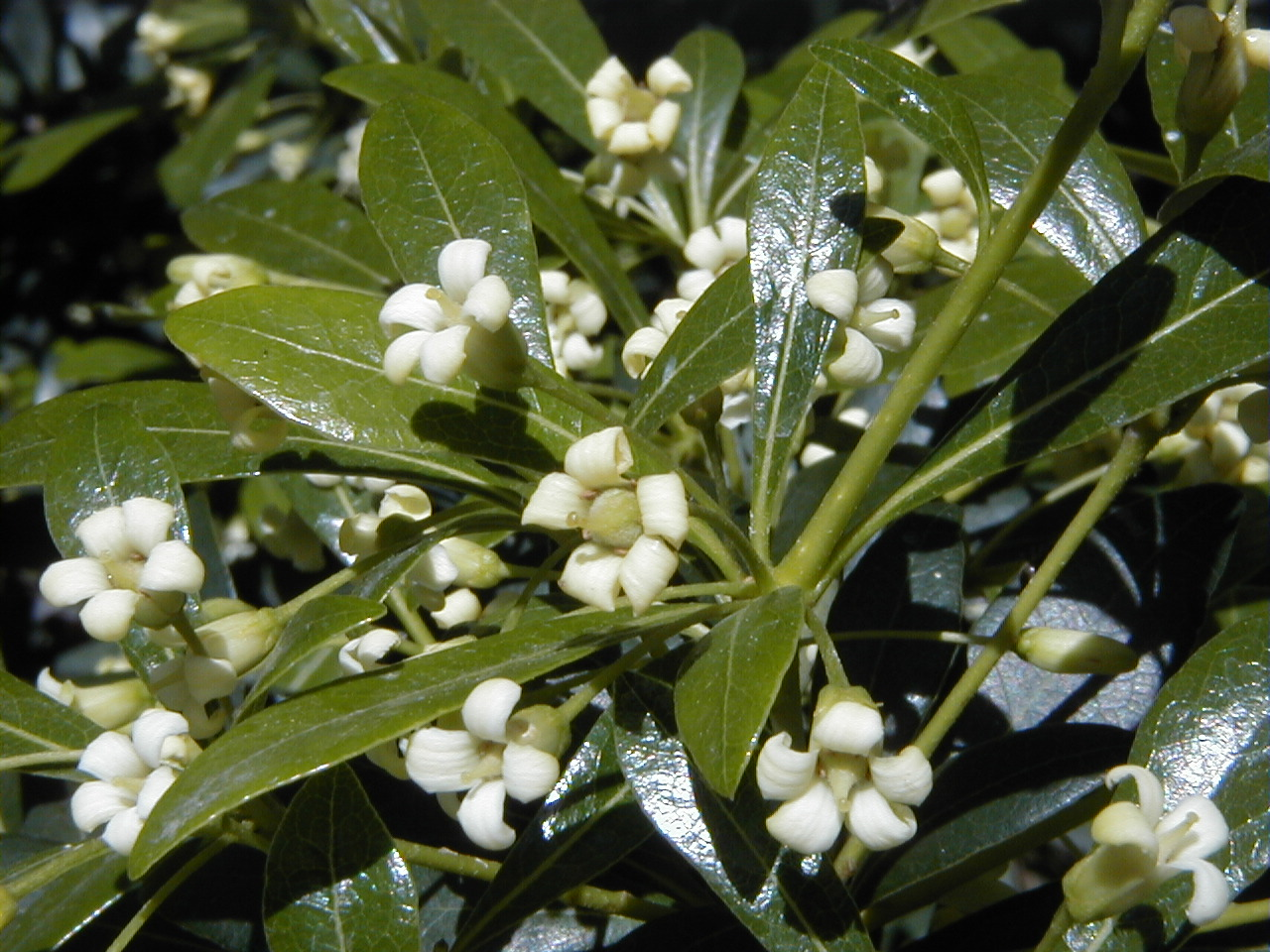
Pittosporum heterophyllum

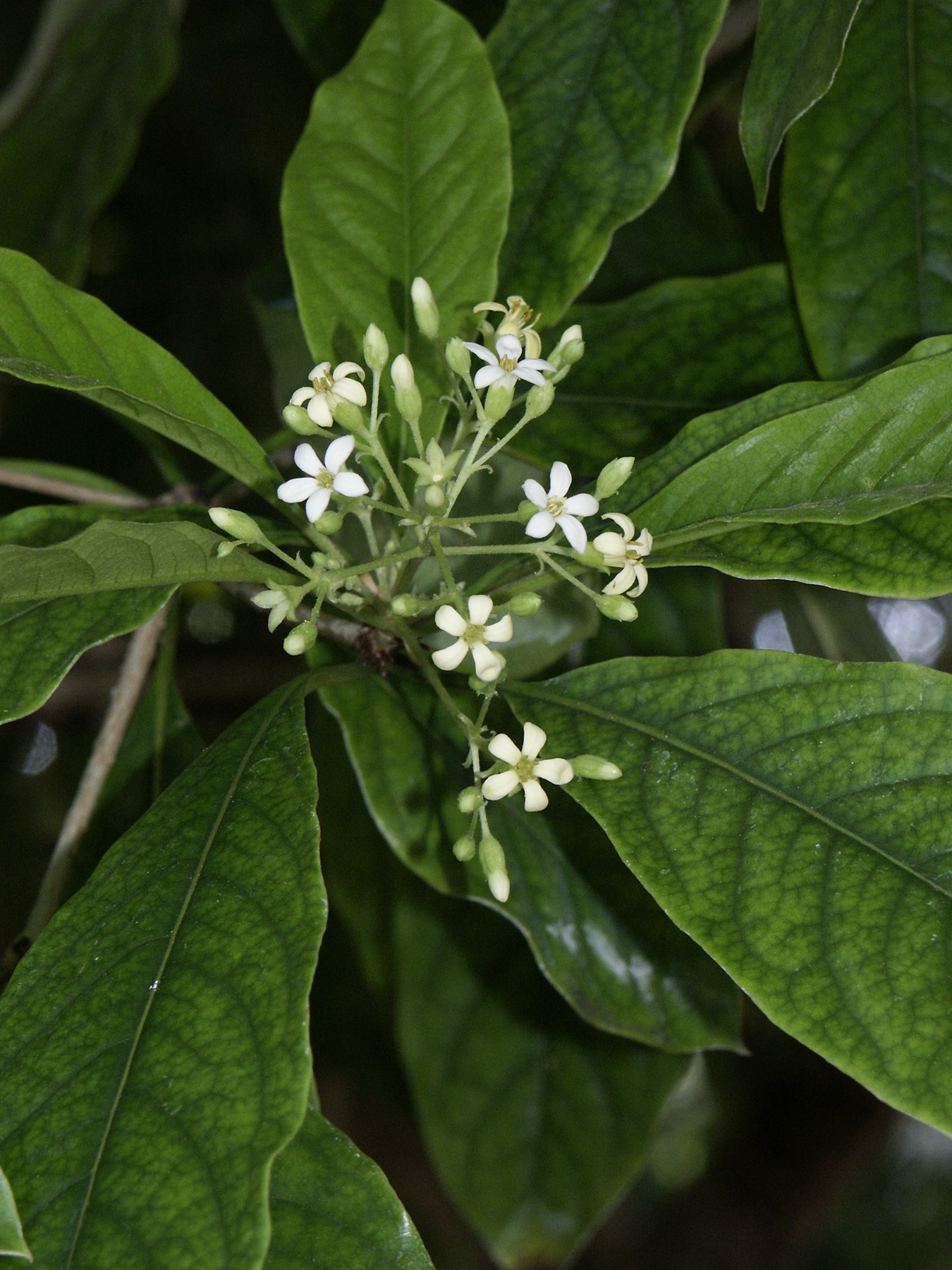
Pittosporum moluccanum

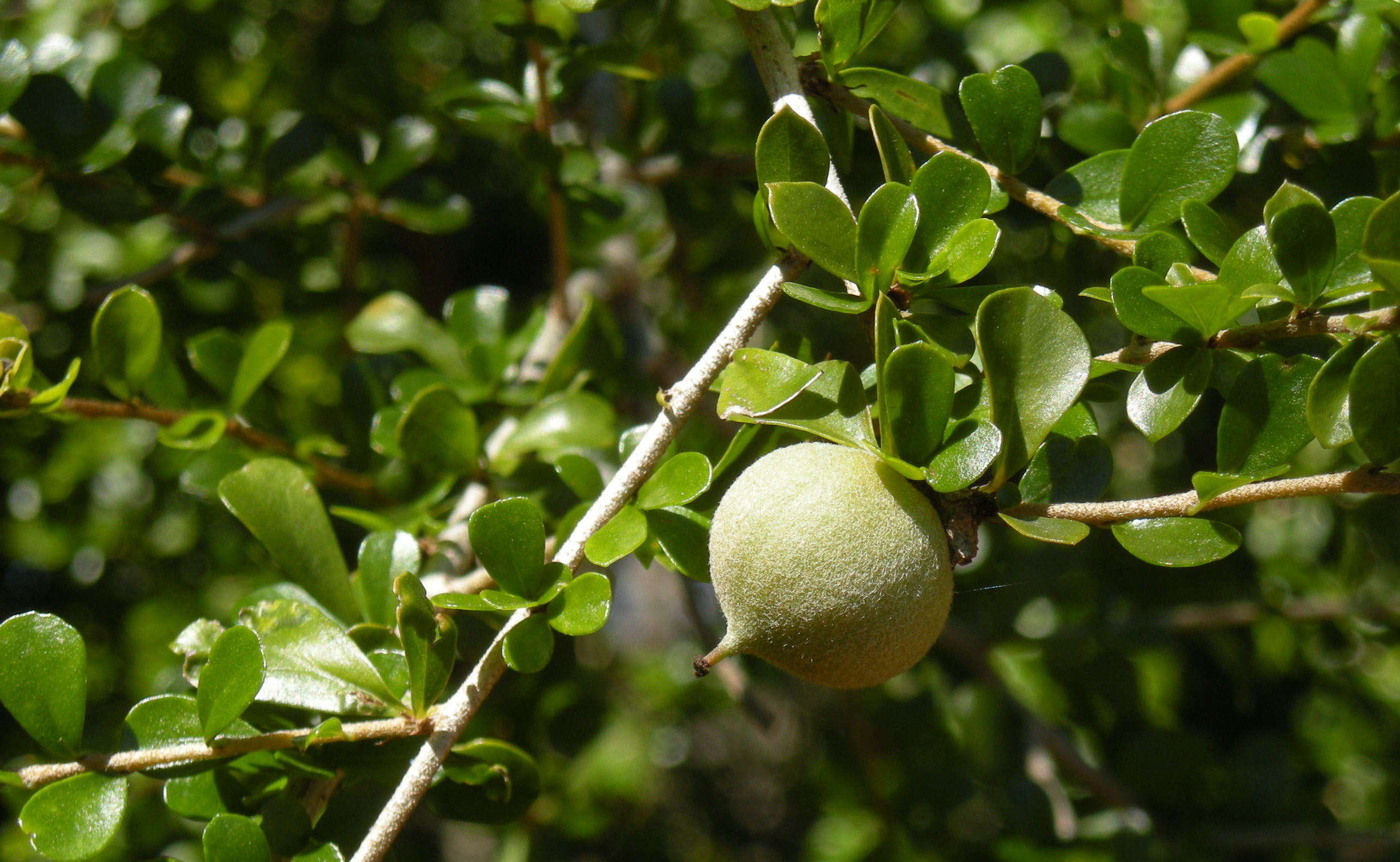
Pittosporum spinescens amb fruit

- Pittosporum arborescens Rich ex A.Gray
- Pittosporum argentifolium – Hōʻawa
- Pittosporum artense
- Pittosporum bicolor
- Pittosporum bracteolatum
- Pittosporum brevispinum
- Pittosporum collinum
- Pittosporum confertiflorum A.Gray – Hōʻawa (Hawaii)[1]
- Pittosporum coriaceum
- Pittosporum crassifolium – Karo
- Pittosporum dallii
- Pittosporum daphniphylloides
- Pittosporum ellipticum
  - Pittosporum ellipticum ssp. serpentinum
- Pittosporum eriocarpum
- Pittosporum erioloma C.Moore & F.Muell.
- Pittosporum eugenioides – Tarata, "lemonwood"
- Pittosporum fairchildii
- Pittosporum ferrugineum
- Pittosporum gatopense
- Pittosporum glabrum – Hōʻawa
- Pittosporum goetzei
- Pittosporum gomonenense
- Pittosporum heterophyllum
- Pittosporum illicioides
- Pittosporum lancifolium
- Pittosporum ligustrifolium
- Pittosporum linearifolium
- Pittosporum moluccanum
- Pittosporum multiflorum
- Pittosporum muricatum
- Pittosporum napaliense
- Pittosporum nativitatis
- Pittosporum obcordatum –Heart-leaved Kohuhu
- Pittosporum oreillyanum – O'Reilly's Pittosporum
- Pittosporum ornatum
- Pittosporum orohenense
- Pittosporum paniense
- Pittosporum parvifolium
- Pittosporum patulum
- Pittosporum pauciflorum
- Pittosporum pentandrum
- Pittosporum phillyraeoides – Weeping Pittosporum, Willow Pittosporum, Butterbush, Native Apricot
- Pittosporum pickeringii
- Pittosporum raivavaeense
- Pittosporum rapense
- Pittosporum resiniferum – Petroleum Nut
- Pittosporum revolutum – Rough-fruited Pittosporum, Wild Yellow Jasmine, Yellow Pittosporum, Brisbane Laurel
- Pittosporum rhombifolium – Queensland Pittosporum, Diamond Pittosporum, "hollywood", now Auranticarpa rhombifolia.
- Pittosporum rhytidocarpum
- Pittosporum rubiginosum
- Pittosporum silamense
- Pittosporum spinescens (F.Muell.) L.Cayzer, Crisp & I.Telford
- Pittosporum stenophyllum
- Pittosporum taitense
- Pittosporum tanianum
- Pittosporum tenuifolium – Kohuhu, Kohukohu, Black Matipo
- Pittosporum terminalioides
- Pittosporum tobira – Pitòspor
- Pittosporum trilobum
- Pittosporum turneri
- Pittosporum undulatum – Sweet Pittosporum, Australian Cheesewood, Native Daphne, "Mock Orange"
- Pittosporum venulosum F.Muell.
- Pittosporum virgatum
- Pittosporum viridulatum
- Pittosporum viridiflorum Sims
- Pittosporum viscidum
- Pittosporum wingii F.Muell.
- Pittosporum yunckeri A.C.Sm.